# Maison Comenius
Pour les articles homonymes, voir Comenius (homonymie).
 (décembre 2020).

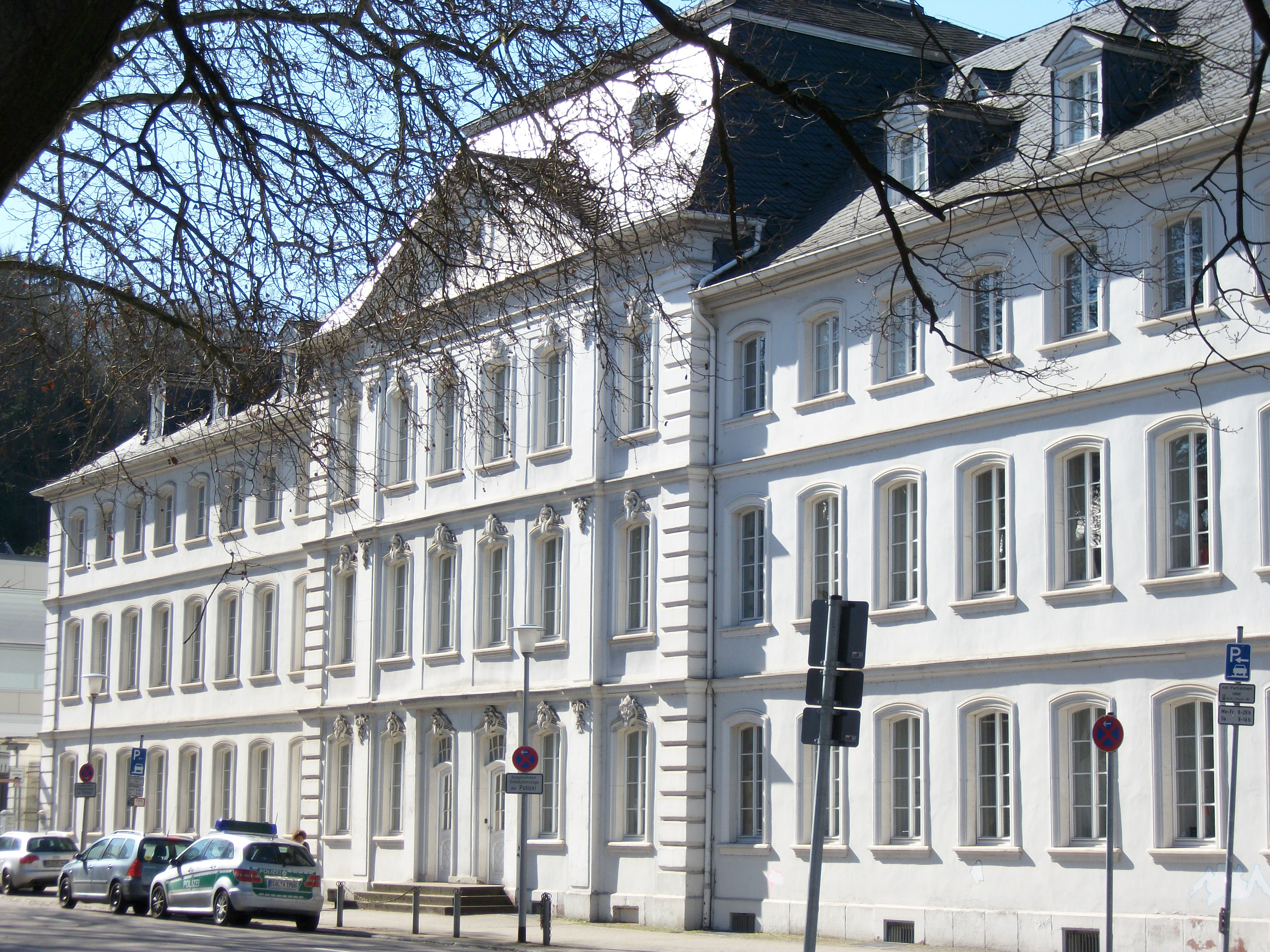
Façade de la rue de la maison Comenius

La maison Comenius, située dans la Keplerstraße de Sarrebruck, est le siège de l'École supérieure des Beaux-Arts de la Sarre (HBK Saar). Il s'agit d'un bâtiment classé. 

## Histoire
Le bâtiment baroque a été construit entre 1765 et 1769 d'après un projet de Friedrich-Joachim Stengel pour le prince Wilhelm Heinrich à l'extrémité ouest de la Ludwigsplatz, qui est dominée par l'église Ludwigskirche. Il a d'abord servi d'hôpital, ainsi que d'orphelinat, de pénitencier et de maison de travail. Pendant la période française de 1793 et jusqu'à la fin des guerres de coalition, il a été utilisé comme hôpital militaire. Au XIXe siècle, le bâtiment est devenu une caserne pour les dragons stationnés à Sarrebruck, et au début du XXe siècle, il est devenu un musée d'État. De 1936 à 1944, le Ludwigsgymnasium a occupé les salles.
Lors d'un raid aérien les 5 et 6 octobre 1944, il a complètement brûlé et a été reconstruit entre 1949 et 1953 sous la direction de l'architecte Hans Koellmann (de). La façade a été fidèlement restaurée, mais l'intérieur a été modifié. En 1956, l'Université Comenius, nouvellement fondée, a emménagé dans le bâtiment dont elle a également reçu le nom, qui remonte au philosophe, théologien et pédagogue tchèque Johann Amos Comenius. De 1970 à 1983, le bâtiment a abrité l'école supérieure du Ludwigsgymnasium voisin, après quoi il a été remodelé et est devenu le siège de la HBK Saar, nouvellement fondée en 1989 à partir de l'École nationale des arts et métiers fondée en 1946. 

## Architecture
Il s'agit d'un bâtiment en plâtre à deux ailes et à trois étages, avec un avant-toit. Au centre se trouve un bâtiment principal avec un haut toit mansardé et six axes. Au rez-de-chaussée, les deux axes intérieurs ont chacun une porte à un battant avec une lucarne. Des pilastres et des bandes de pilastres structurent le bâtiment, les corniches se poursuivent dans les ailes latérales. Les quatre axes des fenêtres intérieures du bâtiment principal sont situés dans une risalit centrale légèrement saillante qui se prolonge dans un pignon triangulaire avec oculus. Un entablement avec une corniche d'avant-toit ferme le bâtiment au centre. Les fenêtres et les portes sont décorées de volets clairement profilés, dans le bâtiment central également de motifs floraux au lieu d'une clé de voûte. Les deux ailes latérales ont chacune huit axes et sont strictement symétriques.
Par le portail principal, on entre dans un grand hall qui occupe le rez-de-chaussée et le premier étage du bâtiment principal. Un plafond en béton s'y étend librement et forme une galerie à laquelle on peut accéder par deux escaliers courbes.
Derrière le bâtiment, Koellmann a ajouté un bloc de construction en forme de U, d'un étage, avec des toits à pignon à pente plate. Les bâtiments servent encore aujourd'hui de studios et de salles de classe. Les décombres de l'ancien bâtiment baroque ont été incorporés dans les bâtiments. De grandes façades vitrées éclairent généreusement l'intérieur. 

## Littérature
- (de) Bastian Müller: Architektur der Nachkriegszeit im Saarland. Landesdenkmalamt Saar, Saarbrücken 2011, p. 16–17.
- (de) Heinz Paulus, Ewald Wannemacher (Hrsg.): 400 Jahre Ludwigsgymnasium Saarbrücken. Kontinuität und Wandel 1604–2004. Festschrift, SDV – Saarbrücken, Saarbrücken 2004, p. 459–460.